# Marietta (Mississippi)
Marietta is een plaats (town) in de Amerikaanse staat Mississippi, en valt bestuurlijk gezien onder Prentiss County.

## Demografie
Bij de volkstelling in 2000 werd het aantal inwoners vastgesteld op 248.
In 2006 is het aantal inwoners door het United States Census Bureau geschat op 246, een daling van 2 (-0,8%).

## Geografie
Volgens het United States Census Bureau beslaat de plaats een oppervlakte van
4,6 km², geheel bestaande uit land. Marietta ligt op ongeveer 124 m boven zeeniveau.

## Plaatsen in de nabije omgeving
De onderstaande figuur toont nabijgelegen plaatsen in een straal van 28 km rond Marietta.